# PSR J1023 +0038
PSR J1023 +0038 è una pulsar che emette impulsi periodici sia nella gamma dei raggi X, sia in quella della luce visibile; è stata osservata per la prima volta da un gruppo di ricerca internazionale nel 1999. La scoperta è stata confermata nel 2007.

## Scoperta
Apre infatti anche la possibilità che una radio pulsar sia attiva nonostante la presenza di un disco. Un risultato totalmente inaspettato che costringerebbe a rivedere molte delle nostre convinzioni sulla interazione tra dischi e campi magnetici delle pulsar.»
(Filippo Ambrosino, ricercatore dell’Inaf – Iaps di Roma, sulla scoperta)
PSR J1023 +0038 si tratta di una pulsar millisecondo, una stella di neutroni in rapidissima rotazione; questa stella stabilisce un primato: è una pulsar che emette circa 590 impulsi di luce visibile ogni secondo; la scoperta viene effettuata grazie al telescopio nazionale Galileo dell'INAF alle isole Canarie.
PSR J1023 +0038 è una radio-pulsar: una stella che ruota abbastanza velocemente da poter accelerare le particelle ad altissima energia (ben maggiore di scale di energia ottenebili al CERN di Ginevra), producendo impulsi di radiazioni (da onde radio a raggi gamma) osservabili, consentendo di conoscere il periodo di rotazione della stella di provenienza con grande precisione; alcune pulsar presentano periodi di qualche millisecondo. Un eventuale oggetto sul loro equatore si sposterebbe ad una velocità pari al 10% della velocità della luce.
Queste elevatissime velocità sono il risultato di una fase evolutiva lunga miliardi di anni. La rotazione è causata dalla presenza di una "stella compagna", che "scarica" materiale sulla stella di neutroni e la fa ruotare, formando un disco di accrescimento attorno a quest'ultima, che rende le caratteristiche onde radio invisibili. L'emissione riprende una volta che la materia del disco di accrescimento raggiunge una stabilità e si ferma.
Nel 2013 vengono osservate alcune pulsar transizionali, ovvero capaci di alternare, in meno di qualche settimana, fasi pulsar con emissione di raggi X e fasi radio-pulsar alimentate dalla sola rotazione del loro immenso campo magnetico. Per una più accurata osservazione il telescopio Galileo viene equipaggiato con tecnologia SiFAP (Silicon Fast optical Astronomical Photometer): un fotometro ottico ad alta risoluzione, capace di misurare l'arrivo dei singoli fotoni da una sorgente luminosa con una precisione di circa 25 nanosecondi. Grazie a questa tecnologia viene registrato un segnale pulsato di luce visibile, il quale presenta un comportamento radio-pulsar, nonostante la presenza del disco di accrescimento.

## Osservazione
La formazione ed evoluzione delle pulsar millisecondo (MSP) è stata materia di dibattito; la teoria più accreditata è quella che spiega le pulsar millisecondo come componenti di sistemi binari di stelle di neutroni a bassa massa (LMXB) accelerate fino a periodi di millisecondi grazie al momento angolare ottenuto dal materiale proveniente dalle stelle compagne.
PSR J2013 +0038 è stata inizialmente identificata come stella a bassa massa, con periodo orbitale di poco meno di 5 ore. Qualche anno più tardi viene osservata una pulsazione di circa 1.70 millisecondi. In seguito a queste osservazioni arriva la conferma che PSR J1023 +0038 si tratta di un sistema appena nato di pulsar millisecondo e immesso come anello mancante tra stelle a bassa massa e pulsar; la transizione tra i due stati è molto recente, ma è convinzione diffusa che il disco di accrescimento dovrebbe riformarsi in tempi brevi a causa di un aumento del trasferimento di massa, con conseguente spegnimento, come un "faro cosmico", della pulsar, in attesa di una nuova accelerazione della rotazione.
Dal giugno 2013 le pulsazioni oscillano tra 350 MHz e 5 GHz, le spettroscopie indicano la formazione del disco di accrescimento, produzione di raggi X, un aumento di luminosità ed emissione di raggi UV, il che fa presumere un passaggio da pulsar a stella di bassa massa. Viene individuata, grazie al Fermi Large Area Telescope (LAT) un'anomala produzione di raggi gamma (che dovrebbe, come le onde radio, cessare); nessuna stella di bassa massa era infatti mai stata osservata dal Fermi.

### Analisi spettrale
Al fine di un completo resoconto energetico si osservano, grazie al telescopio Fermi, due diversi periodi: dal 14 agosto 2008 fino al 31 maggio 2013 e dal 1 luglio 2013 fino al 12 novembre 2013, ovvero prima e dopo il cambio di stato della stella. Durante entrambi gli intervalli, vengono creati due diversi modelli di PSR J1023 +0038, secondo una legge di potenza semplice e una con cutoff esponenziale. Entrambe le equazioni forniscono risultati coerenti con le osservazioni, individuando un preciso profilo energetico stellare

### Analisi radio
Le emissioni radio di PSR j1023 +0038 vengono osservate dal FIRST VLA (Very Large Array) nel 1999, mostrando la variabilità dell'emissione proveniente dal sistema, capace di modificarsi di un fattore 4 nell'arco di una singola settimana. Nonostante la mancanza di risultati spettroscopici, si era quasi sicuri che la stella fosse in stato d'accrescimento, dato che durante lo stadio rotatorio le emissioni radio sono più frequenti e più intense. Un nuovo intervallo osservativo, dal 2008 fino a metà del 2012, fornisce nuove informazioni su alcune interruzioni del segnale, quali eclissi variabili, sparizioni a breve termine dell'emissione e dispersione eccessiva a intervalli casuali della fase orbitale.
Nel 2013 non viene rilevato alcun segnale pulsato, questo risvolto non necessariamente indica un cambiamento di fase, dato che un fallimento di risposta può avvenire a causa del materiale espulso dalla rotazione della pulsar, offuscando ciò che gli strumenti dovrebbero rilevare.

## Modello teorico
In seguito alle osservazioni del 2013 viene teorizzato un modello in linea con i riscontri delle lunghezze d'onda, includendo tutti i precedenti risultati delle analisi riguardanti le emissioni di raggi UV, la pressione del gas e la rapidità di perdita di massa da parte del disco di accrescimento. Dai calcoli si evince che il disco non si estende fino alla pulsar, dato che renderebbe non rilevabili le emissioni. La spettroscopia evidenzia che le radiazioni dei raggi gamma causano l'evaporazione del disco di accrescimento di una stella a bassa massa in stato quiescente (questo processo avviene solo se il disco risulta troppo denso), la materia evaporata tende a nascondere il segnale pulsato di svariati GHz (come dimostra il fatto che sotto a 5 GHz non siano stati rilevati segnali da stelle in stato accrescitivo, anche a rotazione in corso).
L'aspettativa è che, al di sotto del raggio critico, il disco di accrescimento debba muoversi verso la pulsar, diminuendo il tasso di accrescimento. La massa persa dal disco a causa dei raggi gamma è più moderata di quella prevista dalla teoria. La materia però, durante lo stato accrescitivo non entra nella magnetosfera, anche dopo la sparizione della pulsazione. L'aumento di un fattore 10 del flusso dopo la cessazione della pulsazione indica la presenza di un nuovo componente dominante nella parte magnetosferica: il processo Compton inverso, imputato della produzione aggiuntiva di raggi gamma a causa dello spargimento di fotoni dal disco attraverso il vento pulsar relativistico (situazione che avviene se il disco ha una misura del raggio minore di 3 × 10^9 cm). Il vento pulsar è costituito di elettroni, positroni e campo magnetico, formando una funzione monoenergetica.

## Conclusioni
I riscontri pratici suggeriscono la presenza di un nuovo disco di accrescimento associato alle emissioni UV, producendo raggi gamma attraverso effetto Compton inverso, a metà strada tra il processo di emissione UV e il vento pulsar. Allo stesso tempo una parte del vento viene bloccata dalle onde intrabinarie, provocando un incremento di radiazioni X. Il modello standard del disco implica che le emissioni UV/ottiche provengono principalmente dalla distanza assiale, corrispondente ad un periodo orbitale di 160(R/5 × 10^9)^3/2 s, consistente con il periodo osservato. Nella gamma dei raggi X, invece, l'origine dell'intervallo di tempo di variabilità osservato è da ricercare dalle perturbazioni causate dal vento stellare, da una variazione di velocità di quest'ultimo o dalla propagazione del suono nella frontiera del disco di accrescimento.